# 이영택 (1902년)
이영택(李榮澤, 일본식 이름: 松本仲司, 1902년 3월 1일 ~ ?)은 일제강점기와 대한민국의 지방행정 관료이다.

## 생애
충청남도 예산군 출신이다. 경성부의 휘문고등보통학교를 졸업하고, 일제 강점기 동안 조선총독부 관리로 근무했다.
1930년대 후반에 전라북도 부안군에서 총독부 군속으로 재직하였고, 1940년에는 완주군 군속을 겸하며 전라북도 산업부의 농촌진흥과에서 근무하였다. 이때 관등은 6등이었다.
전라북도 고창군 군속을 거쳐 태평양 전쟁 말기에 전북 장수군 군수로 발령을 받았다. 일본 정부로부터 서보장을 수여 받은 바 있다.
장수군수로 재직하던 중 태평양 전쟁이 종전되었으며, 군정기와 대한민국에서도 그대로 전북 지역에서 관리로 근무하였다.
제1공화국 출범 후인 1949년에 남원군 군수를 지냈고, 1952년에는 전라북도 이리시의 시장으로 재직 중이었다.
2008년 민족문제연구소가 발표한 친일인명사전 수록예정자 명단 중 관료 부문에 포함되었다.

## 참고자료
- 이영택(李榮澤) - 국사편찬위원회